# Podognatha tamias
Podognatha tamias är en fjärilsart som beskrevs av Diakonoff 1966. Podognatha tamias ingår i släktet Podognatha och familjen vecklare. Inga underarter finns listade i Catalogue of Life.